# ドミニク・アーノルド
ドミニク・アーノルド（英: Dominique Arnold、1973年9月14日 - ）は、アメリカ合衆国の陸上競技選手で、110メートルハードルを専門としている。
2006年7月11日にローザンヌで行われたスーパーグランプリで、アーノルドは、ロジャー・キングダムとアレン・ジョンソンが保持していたアメリカ国内記録を破る12秒90をマークした。なおこの大会では、劉翔（中国）が当時の世界記録12秒88で優勝している。

## 主な成績
| 年   | 大会                               | 場所                       | 種目  | 結果 | 記録   |
| ---- | ---------------------------------- | -------------------------- | ----- | ---- | ------ |
| 2001 | IAAFグランプリファイナル           | メルボルン(オーストラリア) | 110mH | 3位  | 13秒43 |
| 2005 | 世界陸上選手権                     | ヘルシンキ(フィンランド)   | 110mH | 4位  | 13秒13 |
| 2005 | IAAFワールドアスレチックファイナル | モンテカルロ(モナコ)       | 110mH | 2位  | 13秒10 |
| 2006 | 世界室内陸上選手権                 | モスクワ(ロシア)           | 60mH  | 3位  | 7秒52  |

## 記録
- 110mH　12秒90　（2006年7月11日、世界歴代7位）